# خوسيه رودريغيز مارتينيز
خوسيه رودريغيز مارتينيز (بالإسبانية: José Rodríguez Martínez) (16 ديسمبر 1994 بفايلاجويوسا/لا فايلا جوايوسا في إسبانيا - ) هو لاعب كرة قدم إسباني في مركز الوسط. شارك مع منتخب إسبانيا تحت 17 سنة لكرة القدم ومنتخب إسبانيا تحت 19 سنة لكرة القدم ومنتخب إسبانيا تحت 20 سنة لكرة القدم ومنتخب إسبانيا تحت 21 سنة لكرة القدم. أما مع النوادي، فقد لعب مع ديبورتيفو لاكورونيا وريال مدريد كاستيا وريال مدريد وغلطة سراي.

## وصلات خارجية
- خوسيه رودريغيز مارتينيز على موقع اتحاد تركيا (لاعب) (الإنجليزية)
- خوسيه رودريغيز مارتينيز على موقع قاعدة بيانات كرة القدم.إي يو (الإنجليزية)
- خوسيه رودريغيز مارتينيز على موقع Soccerway.com (الإنجليزية)
- خوسيه رودريغيز مارتينيز على موقع عالم كرة القدم.نت (الإنجليزية)
- خوسيه رودريغيز مارتينيز على موقع AS.com (الإسبانية)